# Шервіллер
Шервілле́р (фр. Scherwiller) — муніципалітет у Франції, у регіоні Гранд-Ест, департамент Нижній Рейн. Населення — 3153 особи (01.01.2021).
Муніципалітет розташований на відстані близько 380 км на схід від Парижа, 45 км на південний захід від Страсбура.

## Історія
До 2015 року муніципалітет перебував у складі регіону Ельзас. Від 1 січня 2016 року належить до нового об'єднаного регіону Гранд-Ест.

## Демографія
Динаміка населення (INSEE ):
Розподіл населення за віком та статтю (2006):
| Стать | Всього | До 15 років | 15-24 | 25-44 | 45-64 | 65-85 | Понад 85 |
| --- | ------ | ----------- | ----- | ----- | ----- | ----- | -------- |
| Чоловіки | 1512   | 344         | 152   | 472   | 348   | 192   | 4        |
| Жінки | 1432   | 268         | 128   | 452   | 372   | 196   | 16       |
| \| Статево-вікова піраміда \| Статево-вікова піраміда \| Статево-вікова піраміда \| \| ----------------------- \| ----------------------- \| ----------------------- \| \| Чоловіки \| Вік \| Жінки \| \| 4 \| 85 + \| 16 \| \| 28 \| 80-84 \| 28 \| \| 60 \| 75-79 \| 60 \| \| 28 \| 70-74 \| 48 \| \| 76 \| 65-69 \| 60 \| \| 48 \| 60-64 \| 72 \| \| 88 \| 55-59 \| 132 \| \| 76 \| 50-54 \| 76 \| \| 136 \| 45-49 \| 92 \| \| 140 \| 40-44 \| 100 \| \| 144 \| 35-39 \| 124 \| \| 108 \| 30-34 \| 132 \| \| 80 \| 25-29 \| 96 \| \| 84 \| 20-24 \| 52 \| \| 68 \| 15-20 \| 76 \| \| 132 \| 10-14 \| 60 \| \| 120 \| 5-9 \| 72 \| \| 92 \| 0-4 \| 136 \| |        |             |       |       |       |       |          |
| Статево-вікова піраміда |        |             |       |       |       |       |          |
| Чоловіки | Вік    | Жінки       |       |       |       |       |          |
| 4 | 85 +   | 16          |       |       |       |       |          |
| 28 | 80-84  | 28          |       |       |       |       |          |
| 60 | 75-79  | 60          |       |       |       |       |          |
| 28 | 70-74  | 48          |       |       |       |       |          |
| 76 | 65-69  | 60          |       |       |       |       |          |
| 48 | 60-64  | 72          |       |       |       |       |          |
| 88 | 55-59  | 132         |       |       |       |       |          |
| 76 | 50-54  | 76          |       |       |       |       |          |
| 136 | 45-49  | 92          |       |       |       |       |          |
| 140 | 40-44  | 100         |       |       |       |       |          |
| 144 | 35-39  | 124         |       |       |       |       |          |
| 108 | 30-34  | 132         |       |       |       |       |          |
| 80 | 25-29  | 96          |       |       |       |       |          |
| 84 | 20-24  | 52          |       |       |       |       |          |
| 68 | 15-20  | 76          |       |       |       |       |          |
| 132 | 10-14  | 60          |       |       |       |       |          |
| 120 | 5-9    | 72          |       |       |       |       |          |
| 92 | 0-4    | 136         |       |       |       |       |          |

## Економіка
2010 року серед 1993 осіб працездатного віку (15—64 років) 1568 були активними, 425 — неактивними (показник активності 78,7%, у 1999 році було 72,8%). З 1568 активних мешканців працювало 1450 осіб (778 чоловіків та 672 жінки), безробітними було 118 (52 чоловіки та 66 жінок). Серед 425 неактивних 133 особи були учнями чи студентами, 192 — пенсіонерами, 100 були неактивними з інших причин.

У 2010 році в муніципалітеті числилось 1191 оподатковане домогосподарство, у яких проживали 3161,5 особи, медіана доходів виносила 21 804 євро на одного особоспоживача

## Галерея зображень

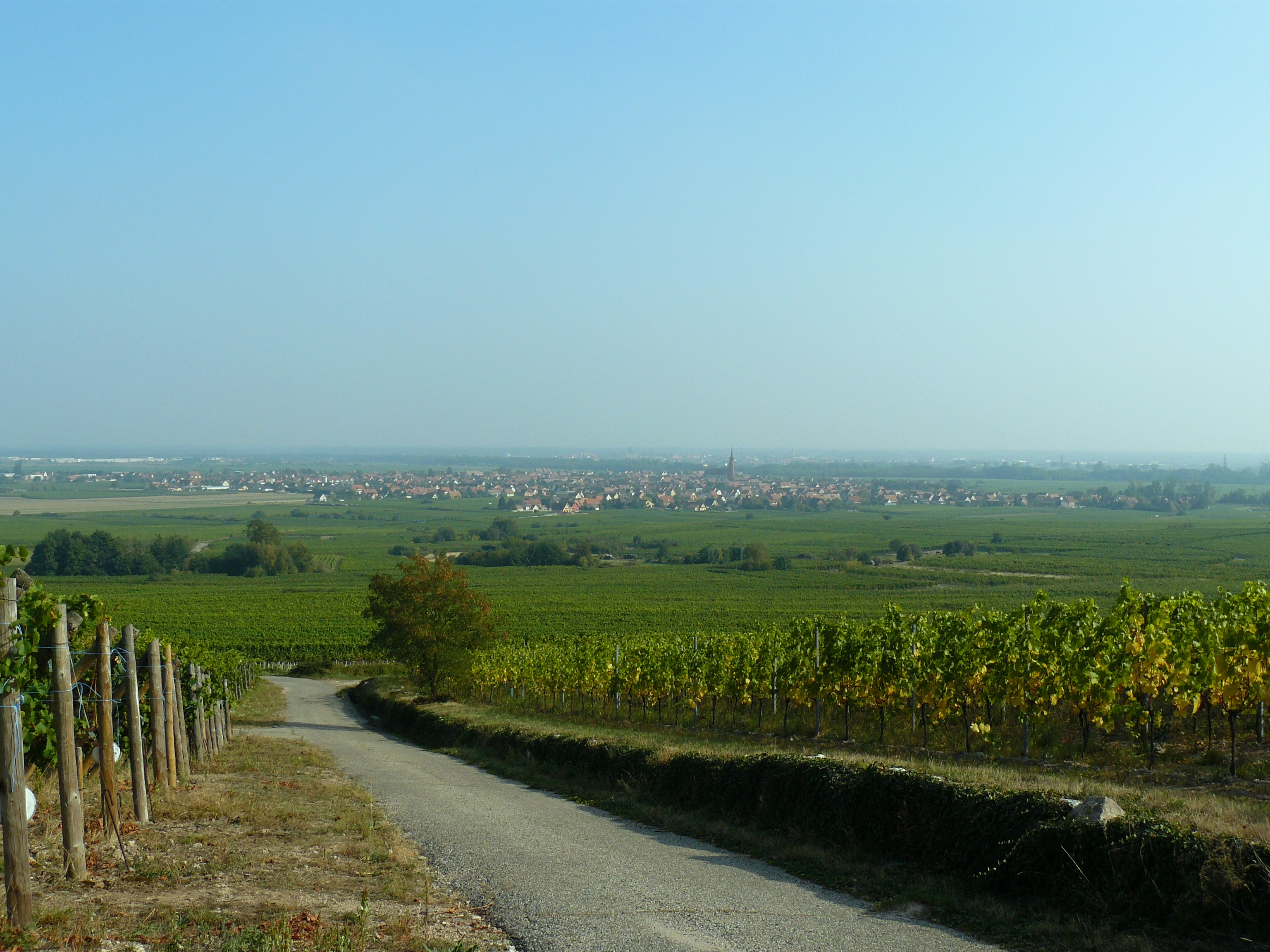
Вид на селище Шервіллер з виноградника
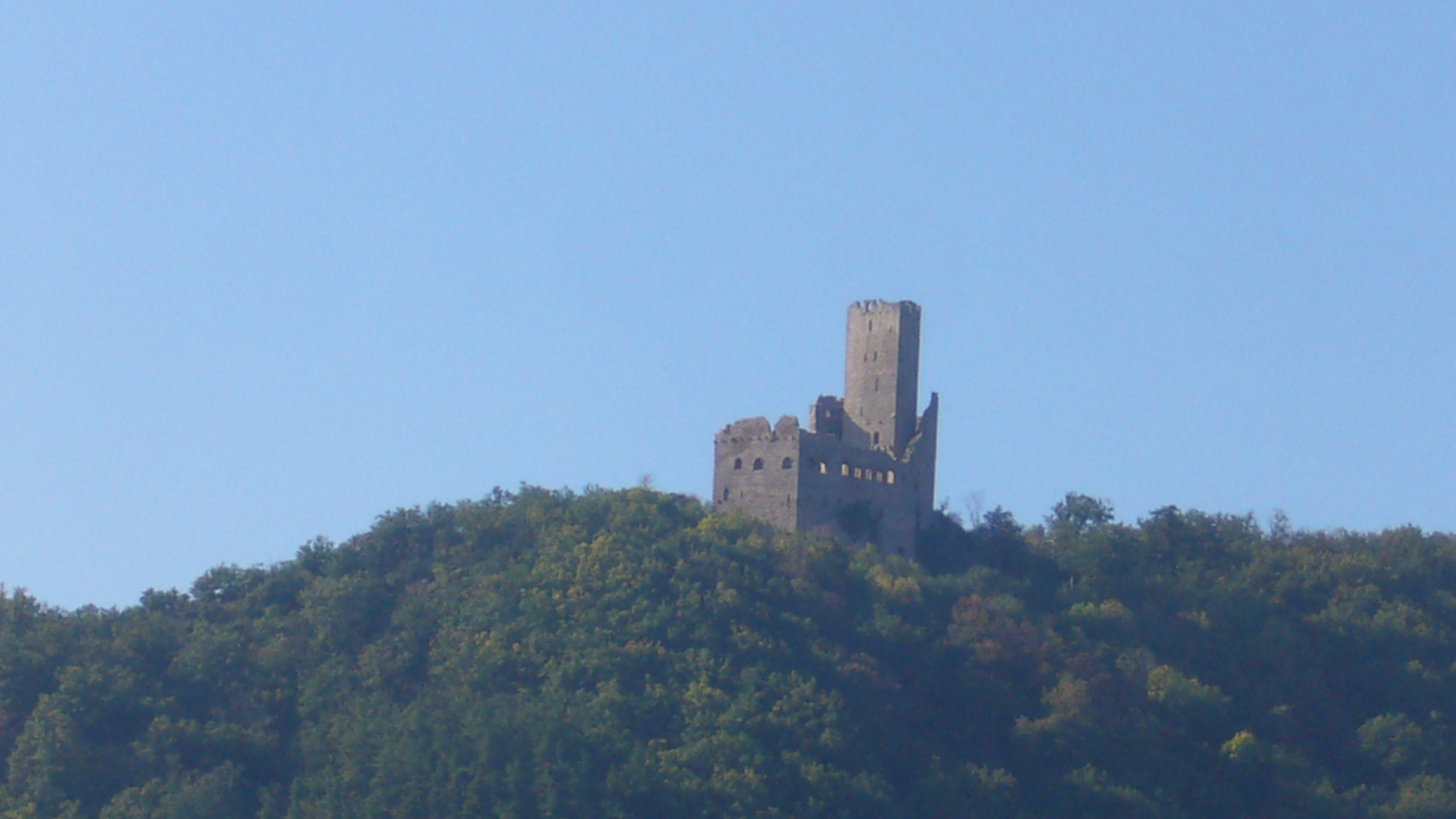
Вид на шато де л'Оренбур з західного виїзду з селища.
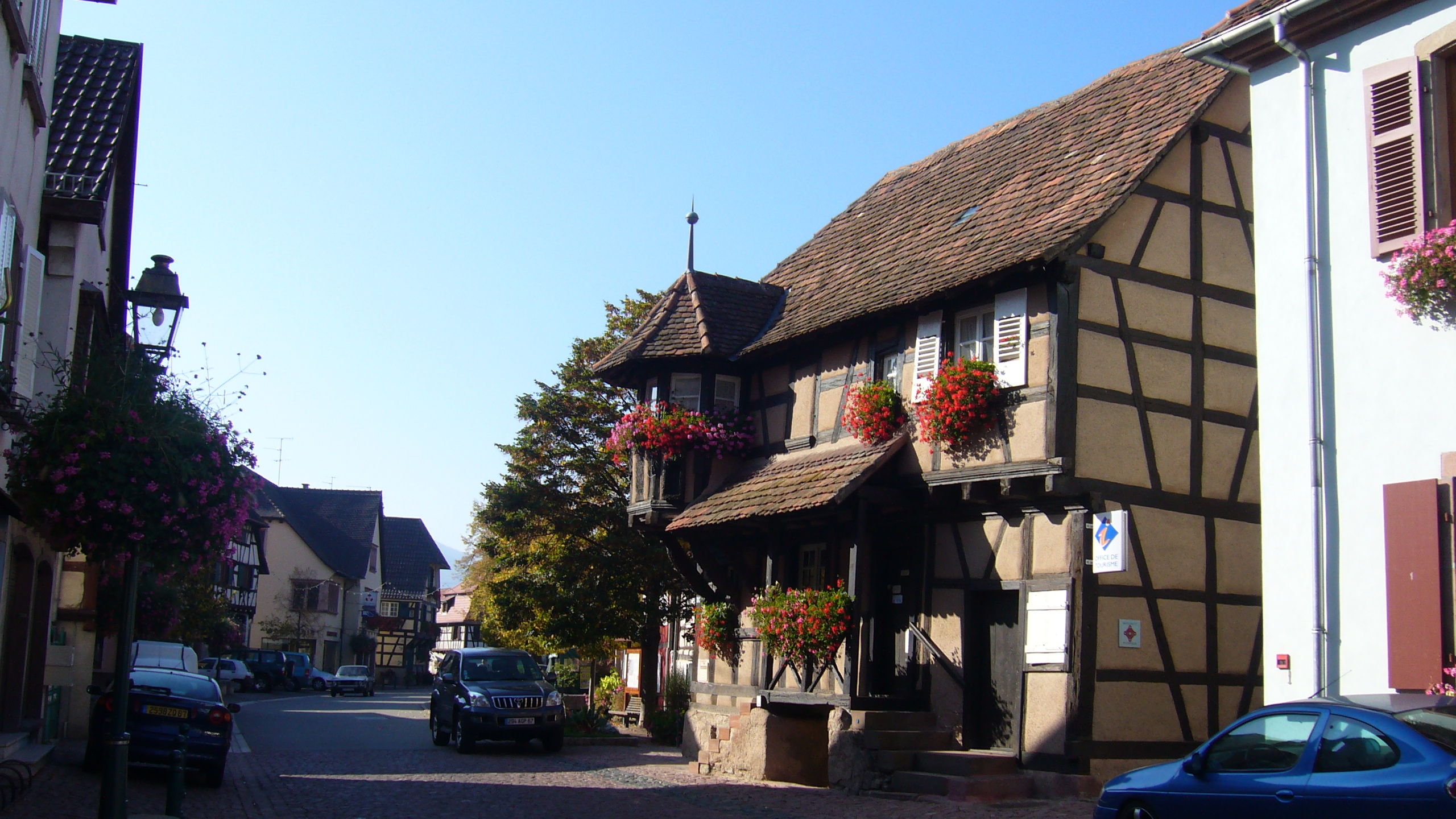
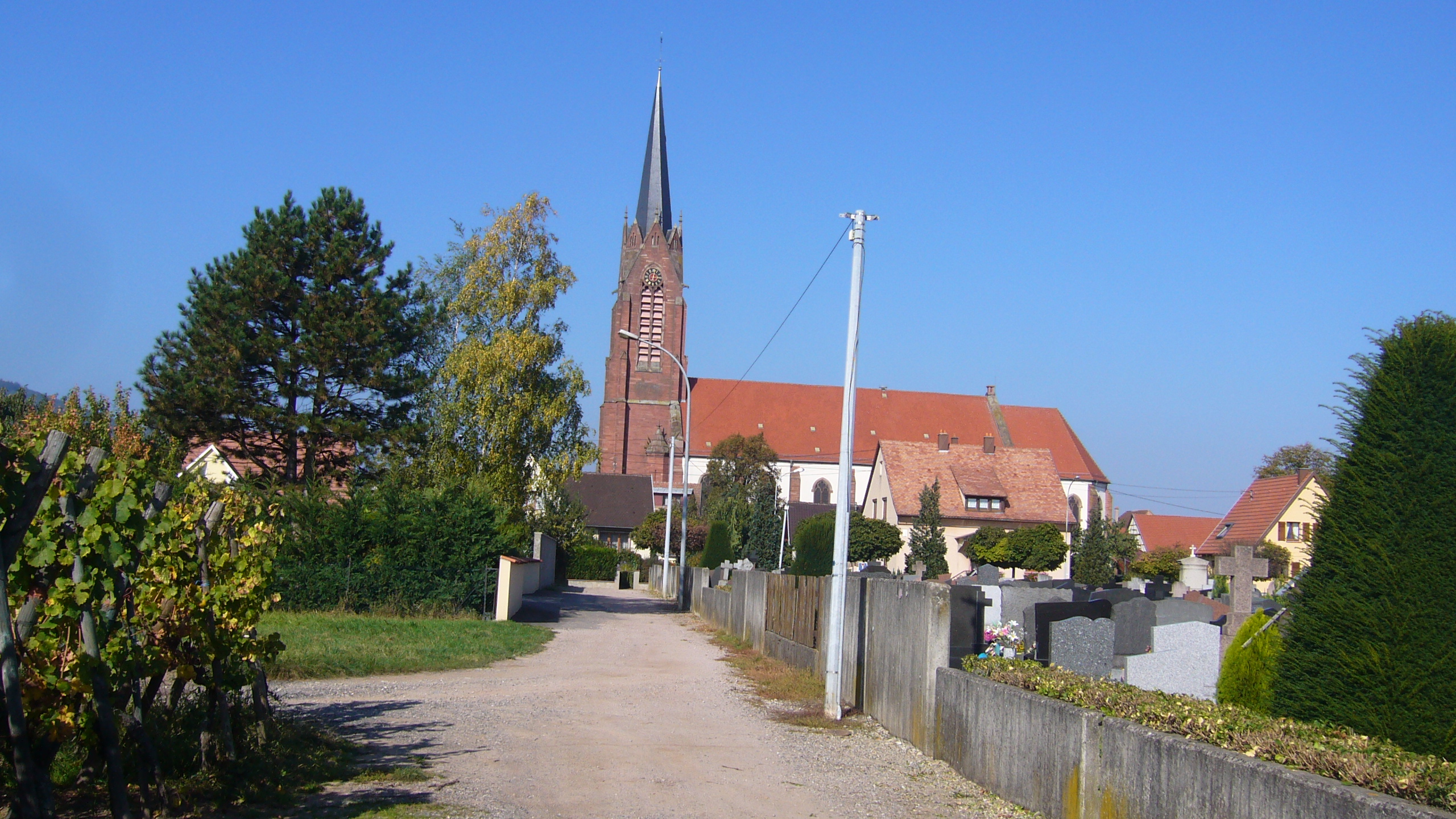
Цеква святих Петра і Павла (1899).
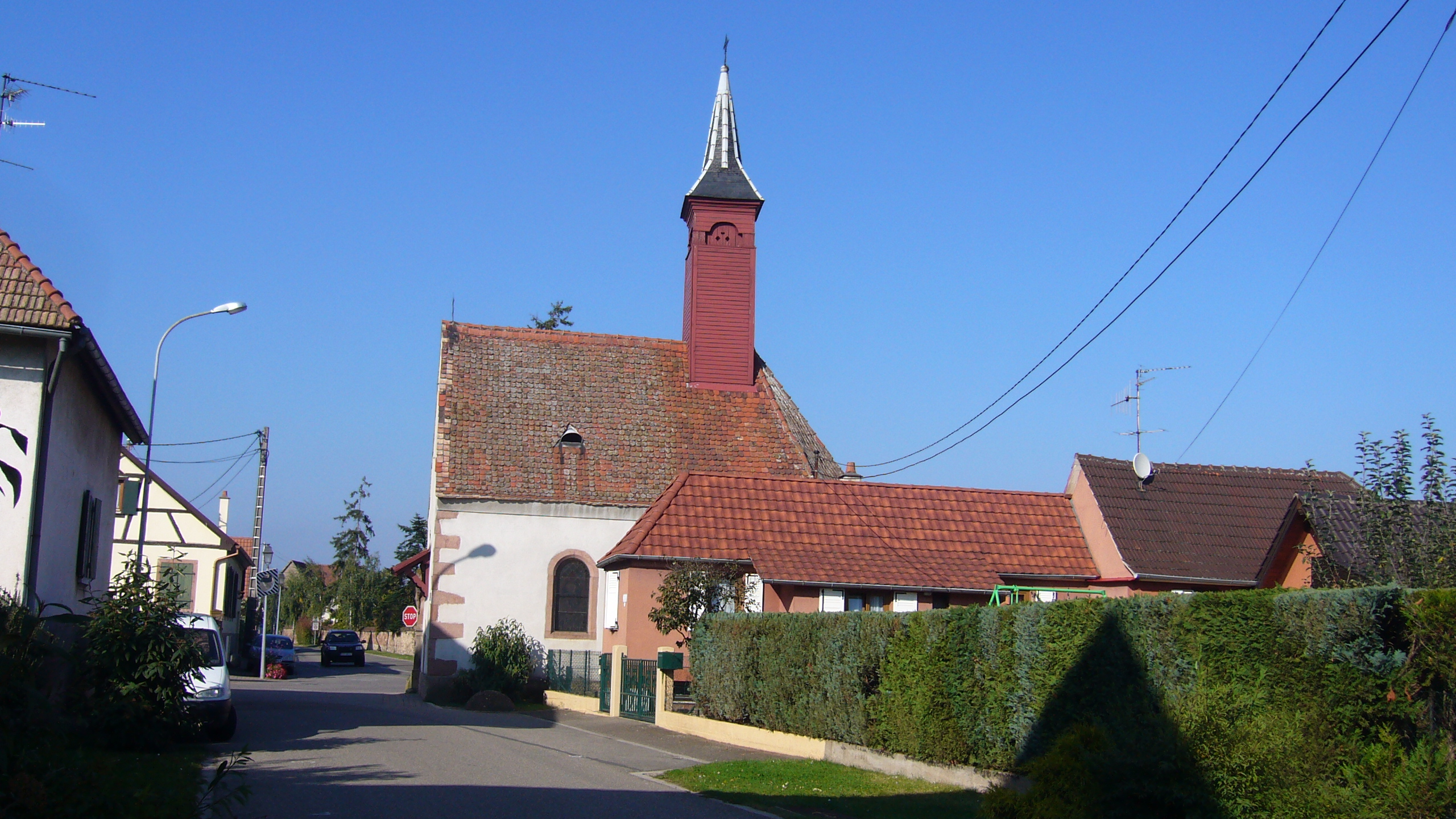
Каплиця святого Вольганга (1698).
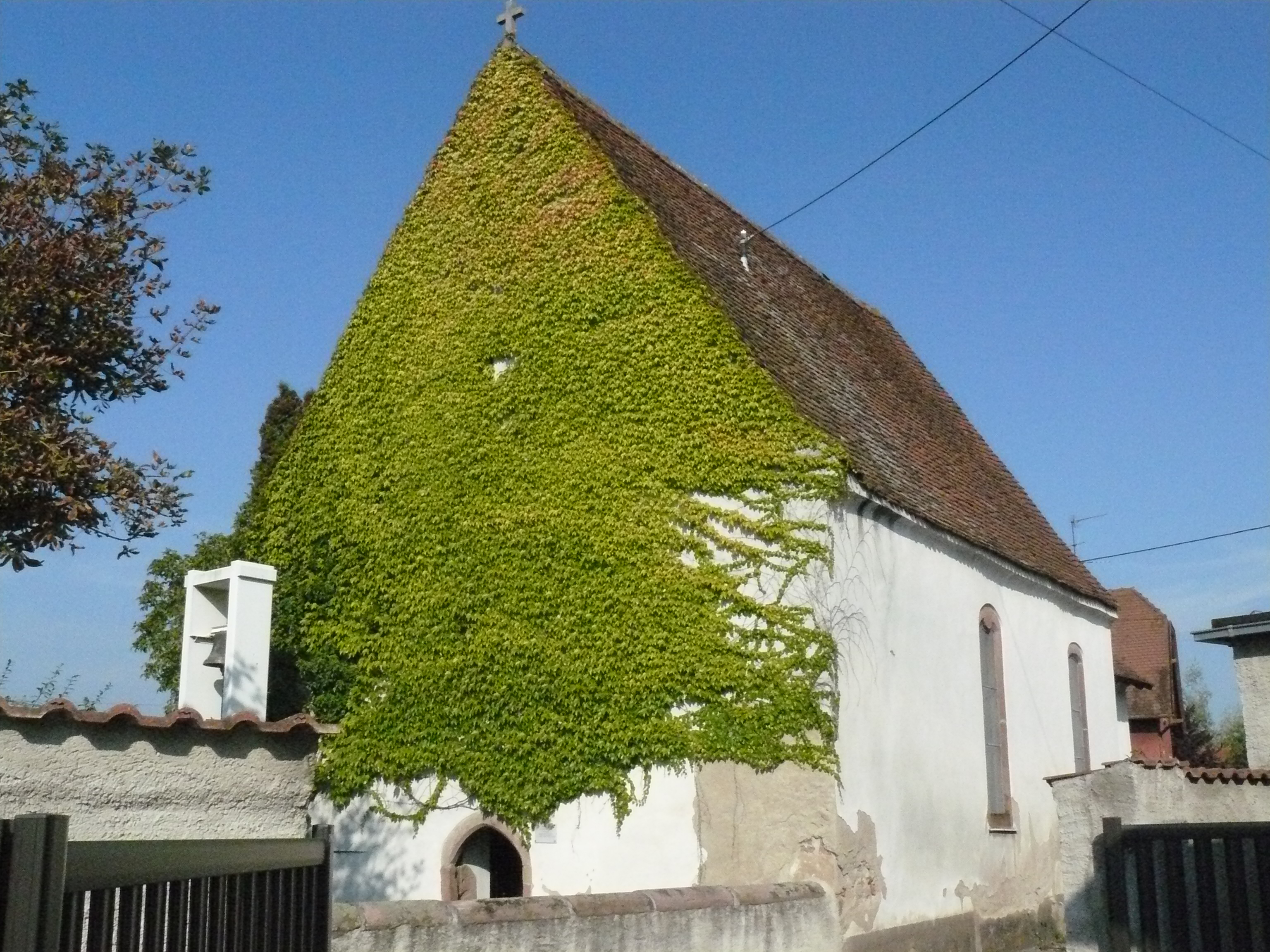
Каплиця святої Одилії
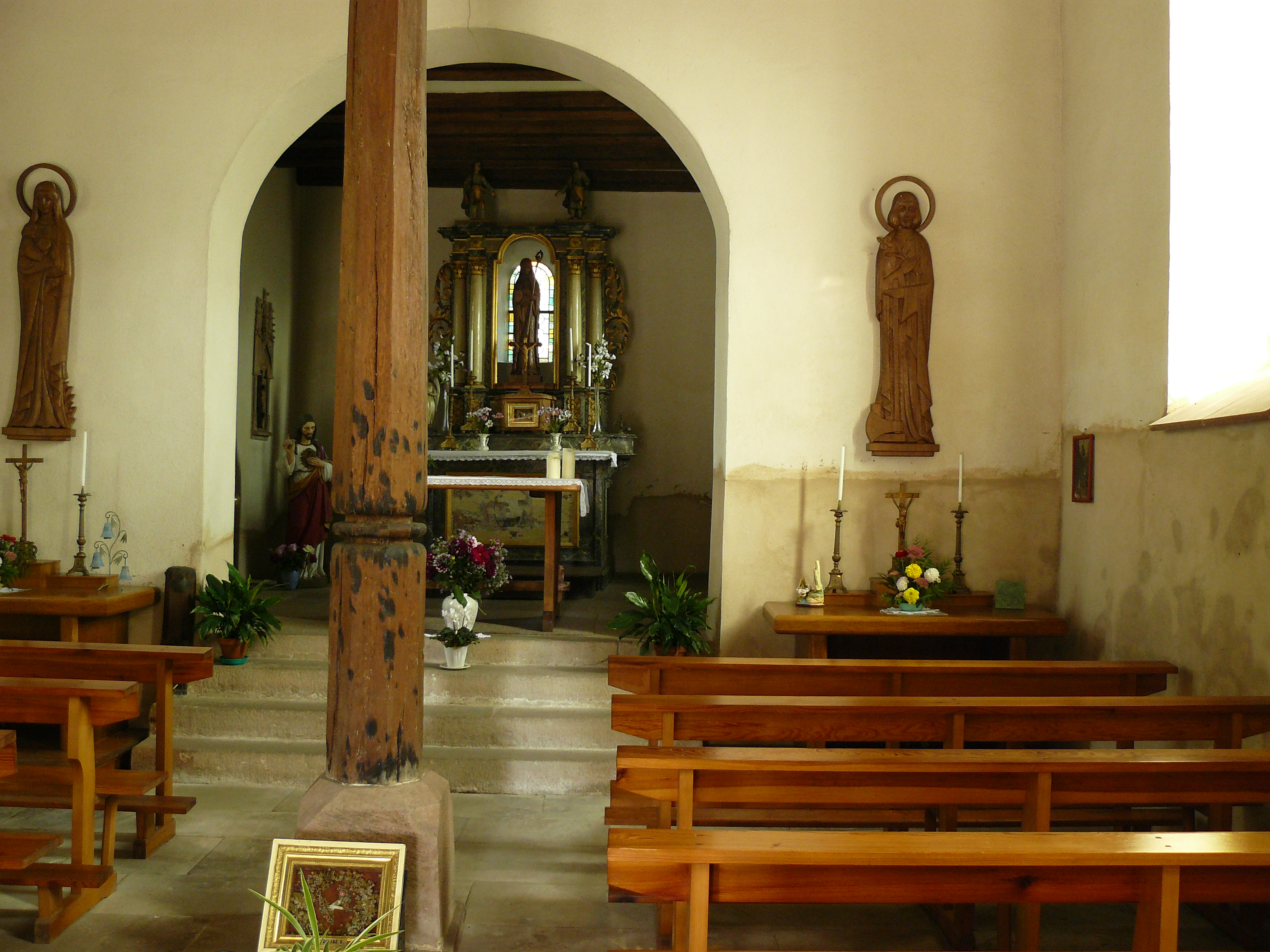
Всередині в каплиці св. Одилії
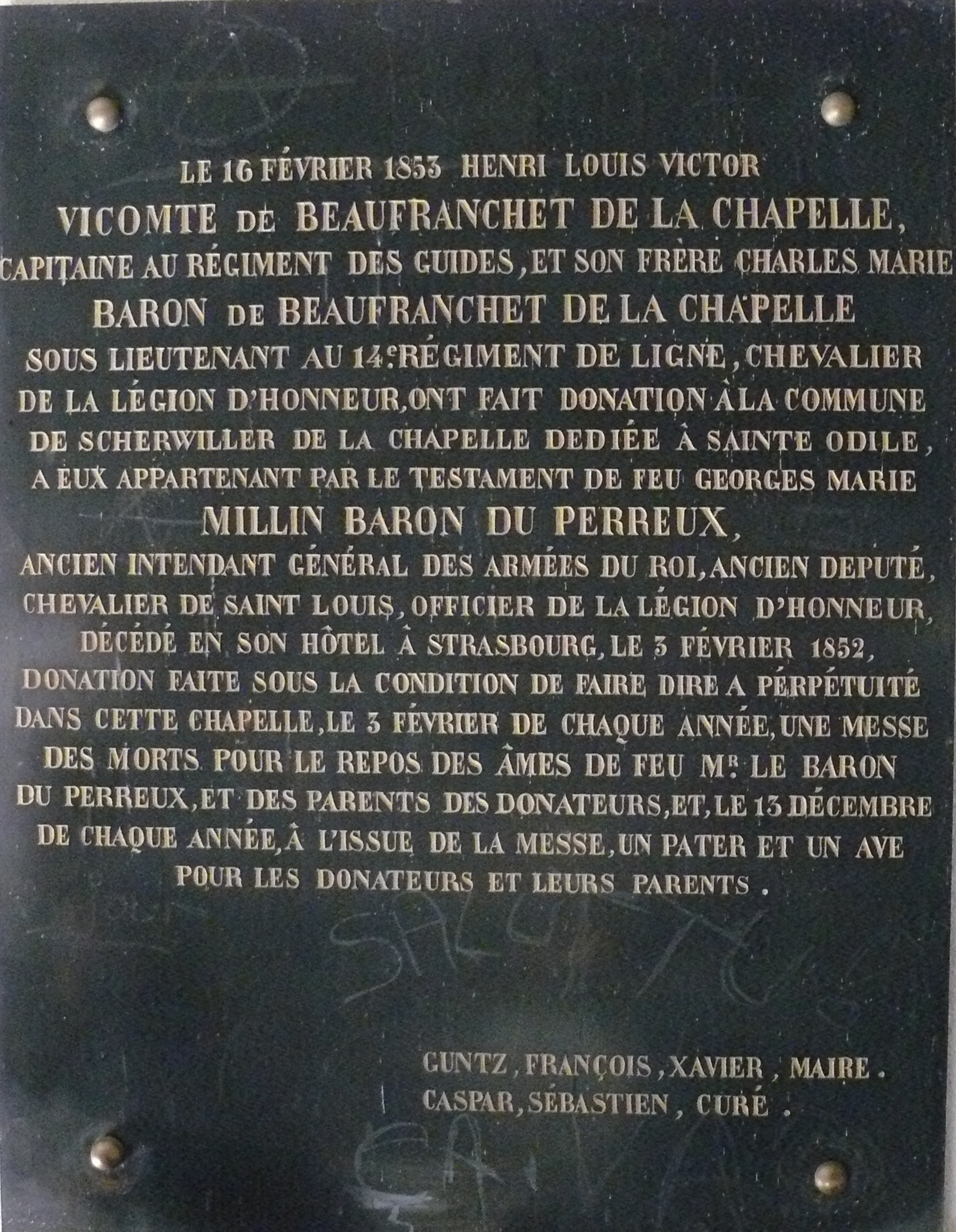
Мармурова табличка, що засвідчує дар каплиці св. Одилії комуні Шервіллера
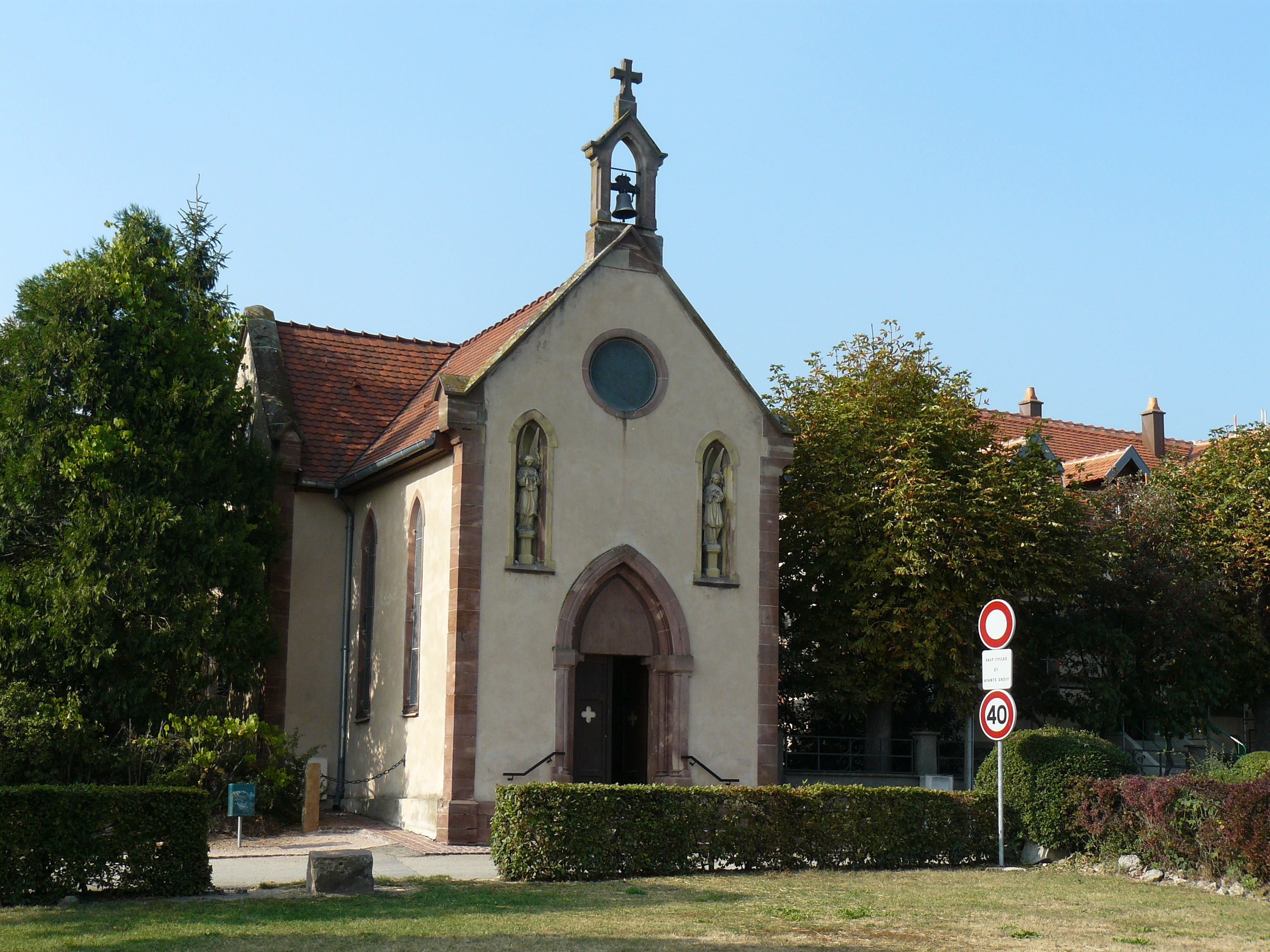
Каплиця Таннелькрейц
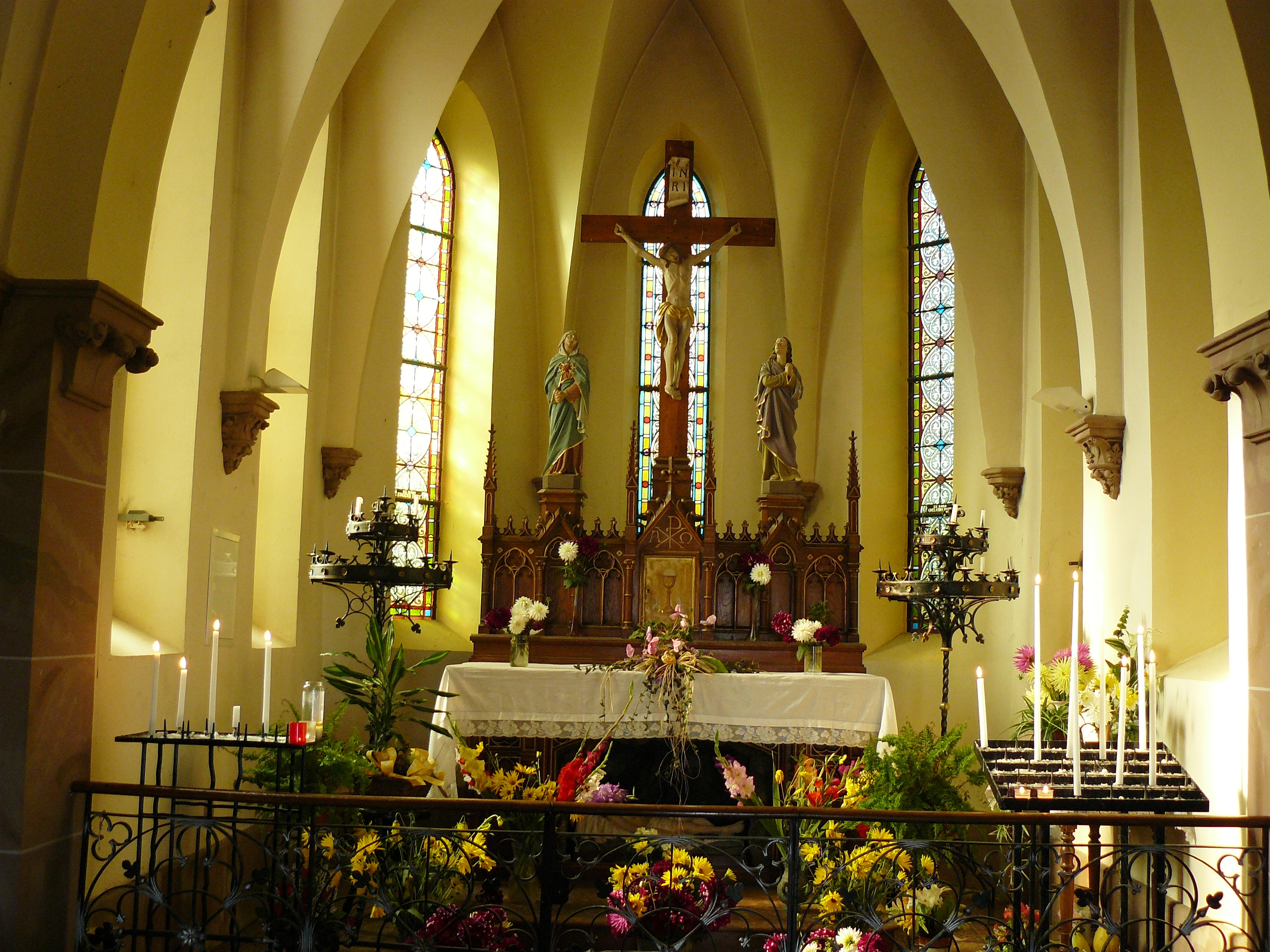
Неф каплиці Таннелькрейц